# Strijela
„Strela” preusmjerava ovdje. Za druge upotrebe, pogledajte Strela (višeznačna odrednica).
Strijela je drveni ili metalni štap (šipka) sa kamenim ili metalnim šiljkom, koja se izbacuje iz luka ili samostrela. Djelovi strijele: strjelica (koja po obliku može biti: lisna, trokutasta, romboidna) načinjena od kremena, kosti, bakra, bronze ili gvožđa; šipka ili štap, promjera 7—10 mm, duga oko polovine dužine luka, izrađivana je od lakog drveta ili trske; i krila (od lakog drveta ili perja) nataknuta ili zalijepljena na štap. Vrste strijele: obične; probojne (engleski luk probija dasku debljine 2,5—5 cm); otrovne (nalep) premazivane sokom od jadića, liandera, bunike, tatule, velebilja i čemerike i umakane u razni drugi biljni kao i zmijski otrov; zapaljive, sa namotanom bitumenskom materijalom ili smolom.
Upotreba lukova i strela od strane ljudi prethodi zabeleženoj istoriji i uobičajena je za većinu kultura. Zanatlija koji pravi strele je strelar, a onaj koji pravi vrhove strelni kovač.

## Istorija
Najstariji dokaz o verovatnim vrhovima strela, koji datira do pre oko 64.000 godina, pronađeni su u pećini Sibudu, sadašnja Južna Afrika. Verovatni vrhovi strela napravljeni od životinjskih kostiju otkriveni su u pećini Fa Hien u Šri Lanki, što je ujedno i najstariji dokaz upotrebe strela van Afrike koji datira od pre oko 48.000 godina. Najstariji dokazi o upotrebi luka za izbacivanje strela datiraju od pre oko 10.000 godina; to je zasnivano na strelama od borove šume pronađene u dolini Arensburga severno od Hamburga. One su imale plitke žlebove na podlozi, što ukazuje da su izbačene iz luka. Najstariji do sada pronađeni luk star je oko 8.000 godina, pronađen u močvari Holmegord u Danskoj. Izgleda da je streličarstvo stiglo u Ameriku sa arktičkom tradicijom malih alata, pre oko 4.500 godina.

## Veličina
Veličine strela se veoma razlikuju u različitim kulturama, u rasponu od osamnaest inča do šest stopa (45 cm do 150 cm). Međutim, većina modernih strela ima dužinu od 75 cm (30 in) do 96 cm (38 in). Strele pronađene sa Meri Rouz, engleskog ratnog broda koji je potonuo 1545. bile su uglavnom dugačke 76 cm (30 in). Korišćene su veoma kratke strele, ispaljene kroz vođicu pričvršćenu ili za luk („prekoračenje“) ili za streličev zglob (turski „siper“). One mogu leteti dalje od težih strela, a neprijatelj bez odgovarajuće opreme možda neće moći da ih vrati.

### Osnova
Osovina je primarni strukturni element strele, na koji su pričvršćene ostale komponente. Tradicionalne osovine za strele su napravljene od jakog, laganog drveta, bambusa ili trske, dok moderne osovine mogu biti napravljene od aluminijuma, plastike ojačane karbonskim vlaknima ili kombinacije materijala. Takve osovine su obično napravljene od aluminijumskog jezgra omotanog spoljašnjim karbonskim vlaknima. Tradicionalni vrhunski materijal je Port Orford Kedar.

#### Kičma
Krutost osovine je poznata kao njena kičma, što se odnosi na to koliko se osovina malo savija kada se kompresuje, te se za strelu koja se manje savija kaže da ima više kičme. Da bi se dosledno udaralo, grupa strela mora biti na sličan način okrenuta. Lukovi sa „centralnim udarcem”, u kojima strela prolazi kroz centralnu vertikalnu osu podizača luka, mogu da dobiju dosledne rezultate od strela sa širokim rasponom osovina. Međutim, većina tradicionalnih lukova nije usmerena na centar i strela mora da se skrene oko drške u paradoksu streličara; takvi lukovi imaju tendenciju da daju najkonzistentnije rezultate sa užim opsegom kičme strele koji omogućava da se strela pravilno skrene oko luka. Lukovi sa većom težinom potezanja će generalno zahtevati čvršće strele, sa više kičme (manje fleksibilnosti) da bi dali tačnu količinu savijanja kada se gađa.

#### GPI rejting
Težina osovine strele može se izraziti u GPI (zrna po inču). Dužina osovine u inčima pomnožena sa GPI ocenom daje težinu osovine u zrnima. Na primer, osovina dugačka 30 in (760 mm) i ima GPI od 9,5 teži 285 zrna (18 grama). Ovo ne uključuje ostale elemente gotove strele, tako da će kompletna strela biti teža od same drške.

#### Nožne strele
Ponekad će osovina biti napravljena od dve različite vrste drveta pričvršćene zajedno, što rezultira takozvanim strelom sa stopalom. Poznate nekima kao najbolje drvene strele, strele sa stopalima koristili su rani Evropljani i Indijanci. Strele sa stopalima će se obično sastojati od kratke dužine tvrdog drveta blizu glave strele, dok se ostatak drške sastoji od mekog drveta. Ojačavanjem područja za koje postoji najveća verovatnoća da će se slomiti, veća je verovatnoća da će strela preživeti udar, zadržavajući ukupnu fleksibilnost i manju težinu.

#### Cevaste drške za strele
Cevasta drška strele je ona koja se sužava u prečniku dvosmerno. Ovo omogućava strelu koja ima optimalnu težinu, ali zadržava dovoljno snage da se odupre savijanju. Drvo strele iz dinastije Ćing ispitao je entuzijasta streličarstva Peter Deker i otkrio da pokazuje sledeće kvalitete:
- Ukupna dužina osovine: 944 mm (37,2 in)
- Debljina na liniji struka: 8,5 mm (0,33 in)
- Debljina na kraju pera: 11 mm (0,43 in)
- Debljina 530 mm (21 in) od kraja: 12 mm (0,47 in)
- Debljina 300 mm (12 in) od kraja: 12 mm (0,47 in)
- Debljina 218 mm (8,6 in) od kraja: 11 mm (0,43 in)
- Debljina 78 mm (3,1 in) od kraja: 10 mm (0,39 in)
- Debljina na kraju: 9 mm (0,35 in)

Rezultujuća tačka ravnoteže osovine strele je prema tome bila 38,5% dužine strele od vrha. Cevaste drške za strele smatraju se vrhuncem predindustrijske tehnologije streličarstva, dostižući svoj vrhunac među Osmanlijama.

## Literatura
- Weitzel, Tim. „American Indian Archery Technology”. The Office of the State Archaeologist, The University of Iowa. Архивирано из оригинала 2013-10-01. г.
- Crombie, Laura (2016). Archery and Crossbow Guilds in Medieval Flanders. Woodbridge: Boydell and Brewer.
- Alofs, Eduard (2014). „Studies on Mounted Warfare in Asia I: Continuity and Change in Middle Eastern Warfare, c. ce 550–1350–What Happened to the Horse Archer?”. War in History. 21 (4): 423—444. S2CID 163010878. doi:10.1177/0968344513517664.
- Alofs, Eduard (2015). „Studies on Mounted Warfare in Asia II: The Iranian Tradition–The Armoured Horse Archer in the Middle East, c. ce 550–1350”. War in History. 22 (1): 4—27. S2CID 162976652. doi:10.1177/0968344513518333.
- Callanan, Martin (септембар 2013). „Melting snow patches reveal Neolithic archery”. Antiquity. 87 (337): 728—745. S2CID 130099119. doi:10.1017/S0003598X00049425.
- Gunn, Steven (2010). „Archery practice in early Tudor England”. Past & Present (209): 53—81. doi:10.1093/pastj/gtq029.
- Jackson, Antoinette (2016). „A Rural Community and a Train Stop: Archery, Georgia, and the Jimmy Carter National Historic Site”. Urban Anthropology and Studies of Cultural Systems and World Economic Development. 45 (3): 265—301. JSTOR 26384874.
- Johnes, Martin (април 2004). „Archery, romance and elite culture in England and Wales, c. 1780–1840”. History. 89 (294): 193—208. doi:10.1111/j.1468-229X.2004.00297.x.
- Junkmanns, Jürgen; Klügl, Johanna; Schoch, Werner H.; Di Pietro, Giovanna; Hafner, Albert (децембар 2019). „Neolithic and Bronze Age archery equipment from alpine ice-patches: A review on components, construction techniques and functionality”. Journal of Neolithic Archaeology (21): 283—314. doi:10.12766/jna.2019.10.
- Kaegi, Walter Emil Jr. (1964). „The contribution of archery to the Turkish conquest of Anatolia”. Speculum. Medieval Academy of America. 39 (1): 96—108. JSTOR 2850132. S2CID 161246352. doi:10.2307/2850132.
- Klopsteg, Paul E. (1963). A Chapter in the Evolution of Archery in America. Washington, D.C.: Smithsonian Institution.
- Laubin, Reginald (1980). American Indian Archery. University of Oklahoma Press. ISBN 978-0-8061-1467-5.
- Roth, Erik (2011). With a Bended Bow: Archery in Mediaeval and Renaissance Europe. The History Press.
- Gwang Ok; Seokgyu Choi; Hee Surk Jeong (2010). „'The Disturbance of War': The Ancient Origin and Development of Korean Archery”. International Journal of the History of Sport. 27 (3): 523—536. S2CID 161376479. doi:10.1080/09523360903556824.
- Selby, Stephen (2000). Chinese Archery. Hong Kong University Press.
- Sutherland, Caroline (2001). „Archery in the Homeric epics”. Classics Ireland. 8: 111—120. JSTOR 25528380. doi:10.2307/25528380.
- Wadge, Richard (2012). Archery in Medieval England: Who Were the Bowmen of Crecy?. The History Press.
- The Traditional Bowyers Bible, Volume 1. The Lyons Press. 1992. ISBN 1-58574-085-3.
- The Traditional Bowyers Bible, Volume 2. The Lyons Press. 1992. ISBN 1-58574-086-1.
- The Traditional Bowyers Bible, Volume 3. The Lyons Press. 1994. ISBN 1-58574-087-X.
- The Traditional Bowyers Bible, Volume 4. The Lyons Press. 2008. ISBN 978-0-9645741-6-8.
- Kelley, Kevin (2010). What Technology Wants. New York: Viking. стр. 55. ISBN 978-0-670-02215-1.
- „Glossary M - P”. Uwlax.edu. Архивирано из оригинала 11. 3. 2010. г. Приступљено 2013-01-28.
- „BBC News - Oldest evidence of arrows found”. BBC. 2010-08-26. Архивирано из оригинала 26. 8. 2010. г. Приступљено 2010-08-26.

## Spoljašnje veze
- What's the Point?: Identifying Flint Artifacts (OPLIN)
- Dr. Ashby's reports on broadhead penetration
- Types of Bows and Arrows
- Carbon Arrows Explained in Detail
- „Archery Library”.